# Liste von Sakralbauten in Troisdorf
Die Liste von Sakralbauten in Troisdorf enthält die Kirchengebäude und andere Sakralbauten sowie kirchliche Einrichtungen im Stadtgebiet von Troisdorf im Rhein-Sieg-Kreis.

## Evangelisch

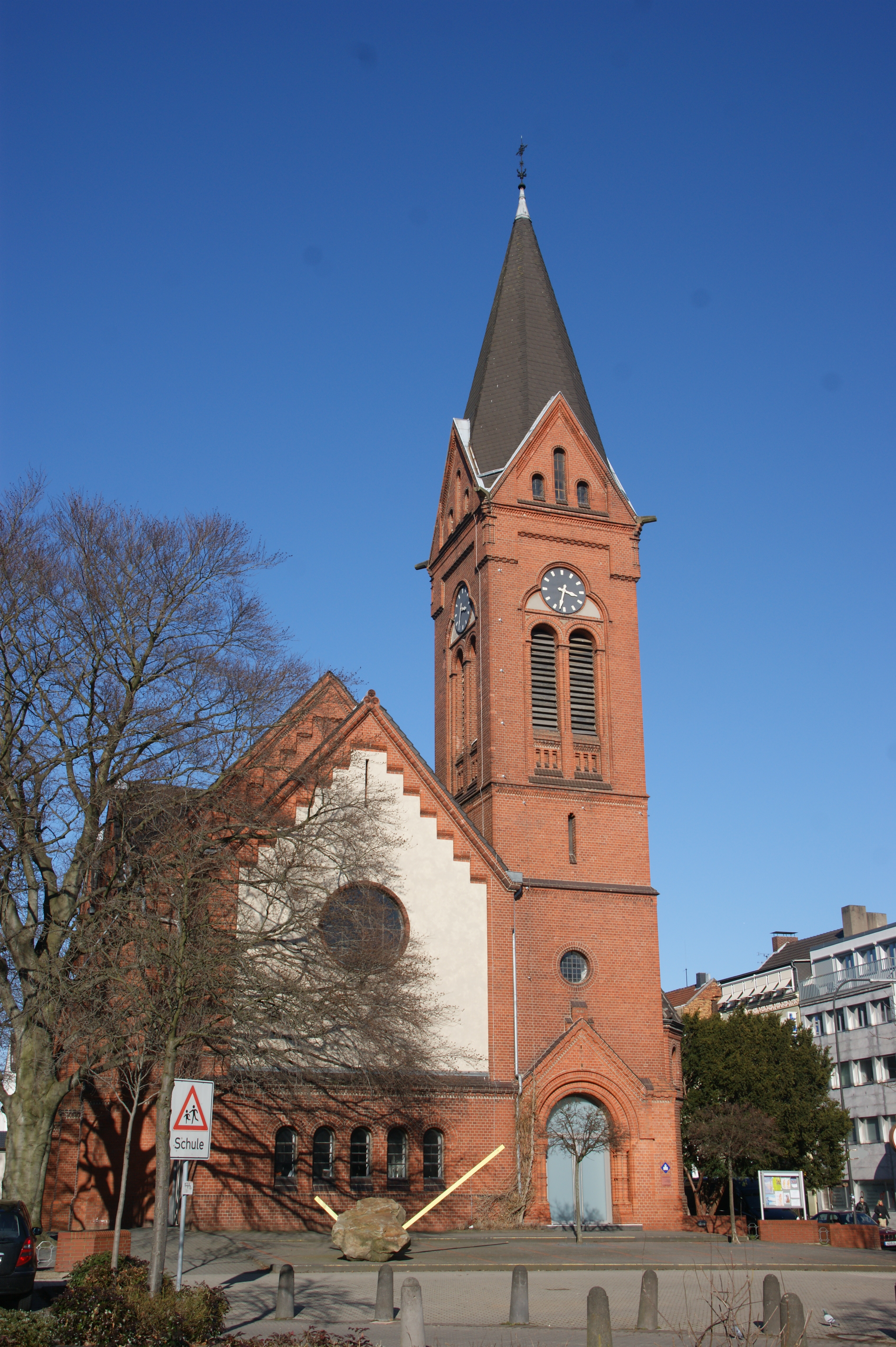
Johanneskirche (Troisdorf-Mitte)
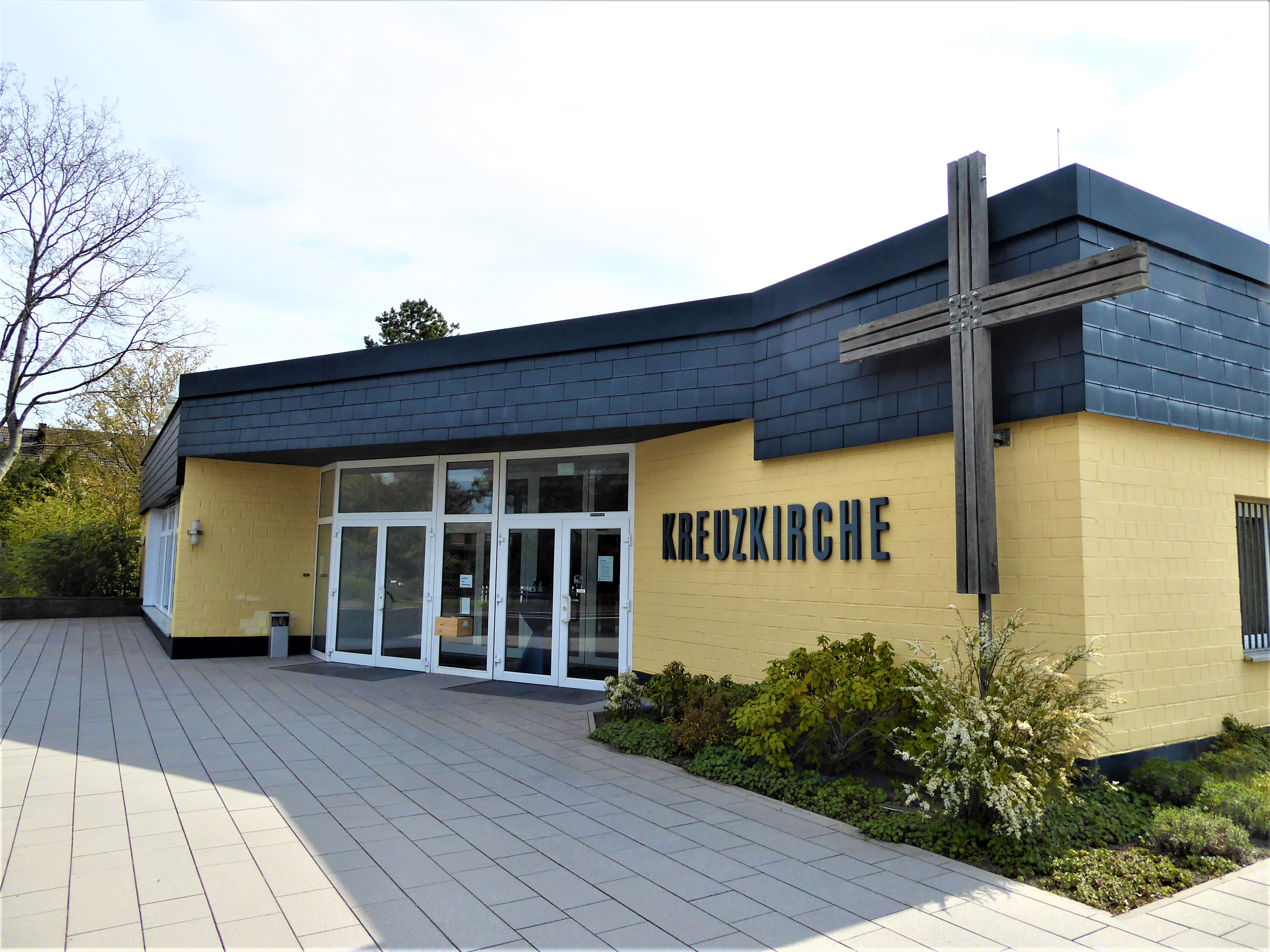
Kreuzkirche (Sieglar)
- Lukaskirche (Spich)[2]
- Martin-Luther-Kirche (Oberlar)[2]

- Johanneskirche (Troisdorf-Mitte)
- Evangelische Kreuzkirche (Sieglar)

## Freikirchen
- Christus-Centrum Troisdorf der Pfingstgemeinde[3]
- Markuskirche der Evangeliums-Christen-Baptistengemeinde[4][5]

## Römisch-katholisch

### Kirchen
- Heilige Familie (Oberlar),
- St. Georg (Altenrath),
- St. Gerhard (Troisdorf-Mitte),
- St. Hippolytus (Troisdorf-Mitte), Filialkirche:
  - St. Maria Königin (Troisdorf-West),
- St. Johannes vor dem Lateinischen Tore (Sieglar), Filialkirchen:
  - Herz Jesu (Friedrich-Wilhelms-Hütte),
  - St. Antonius (Kriegsdorf) und
  - St. Peter und Paul (Eschmar),
- St. Lambertus (Bergheim), Filialkirche:
  - St. Adelheid (Müllekoven)
- St. Mariä Himmelfahrt (Spich)

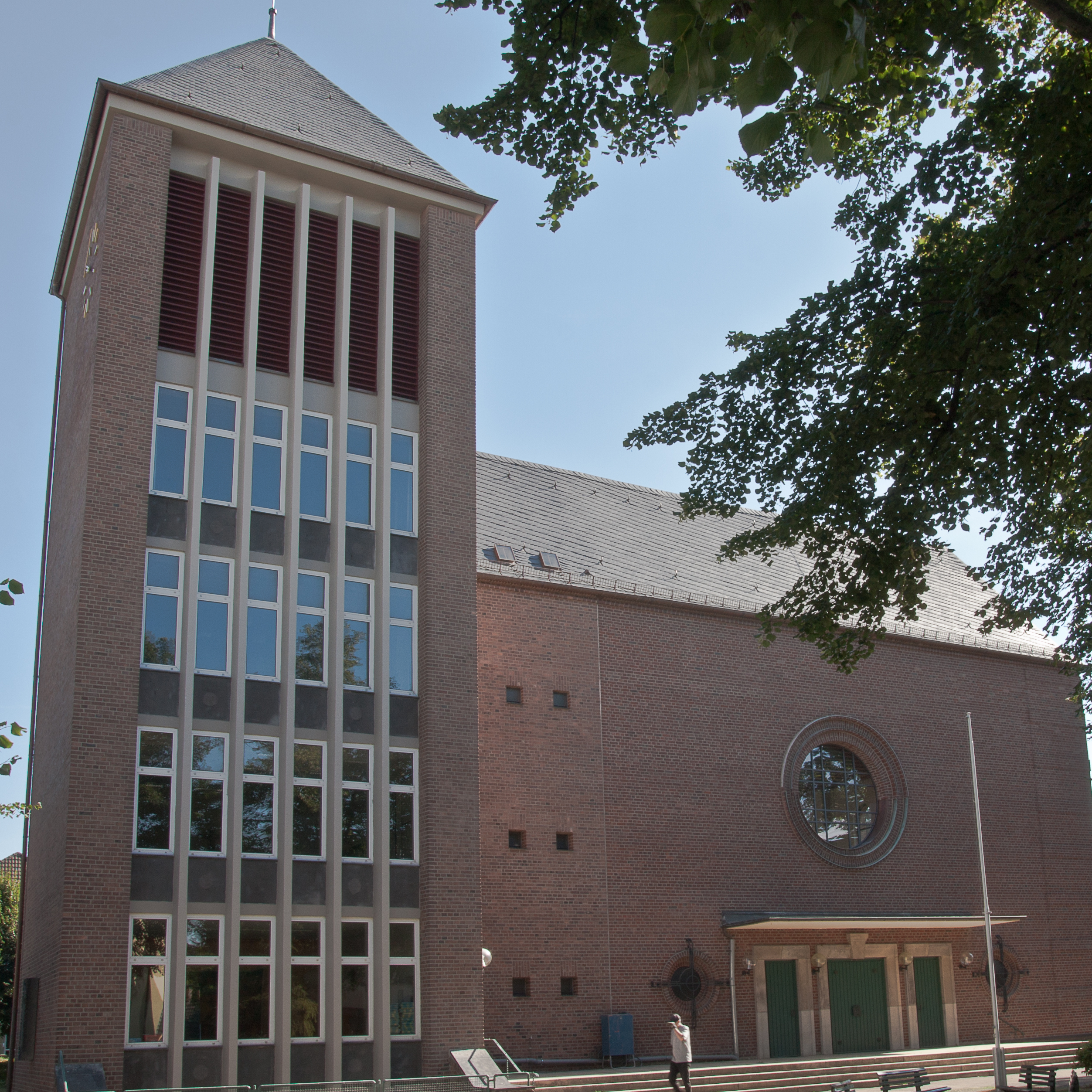
Heilige Familie (Oberlar)
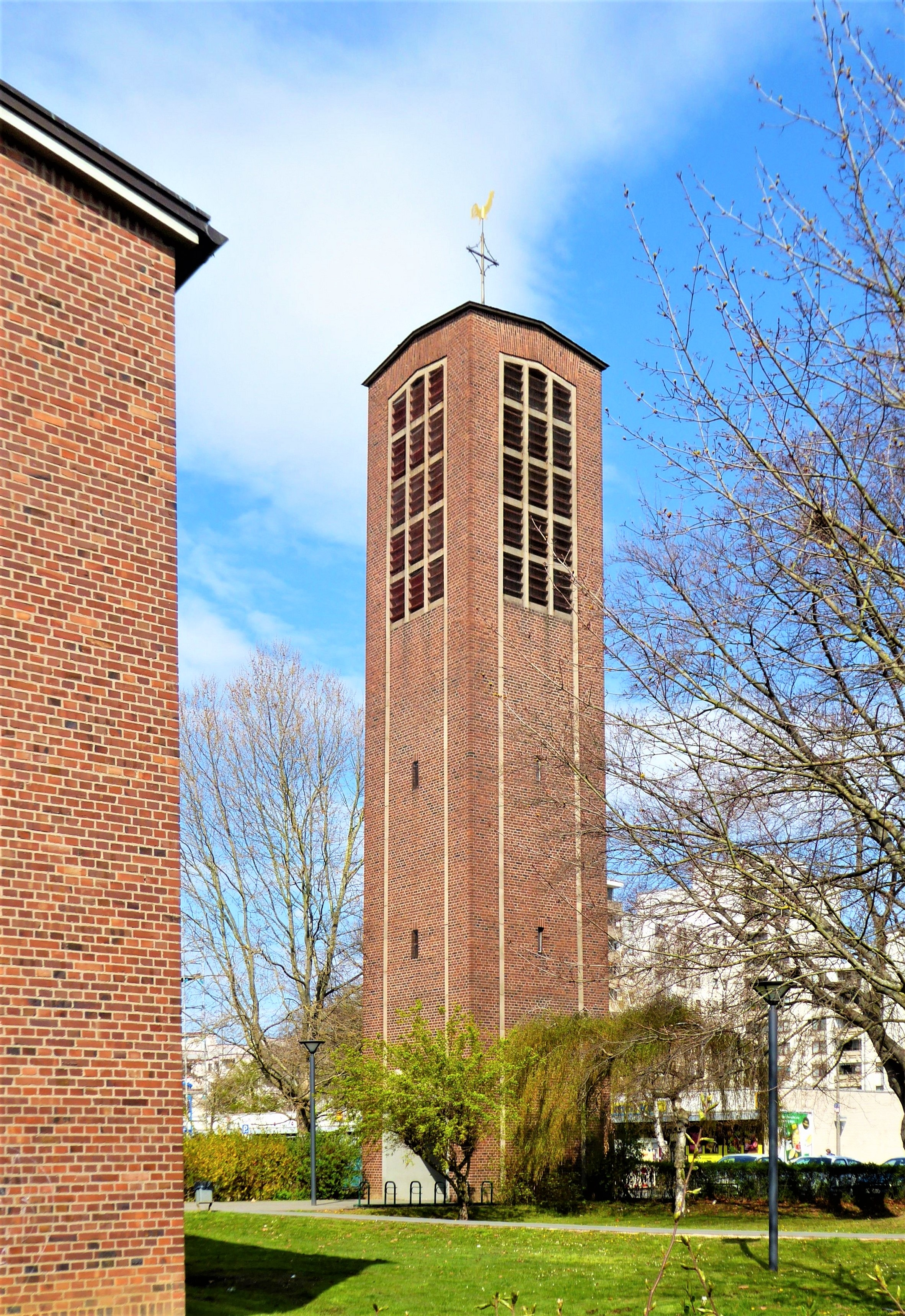
Herz Jesu (Friedrich-Wilhelms-Hütte)
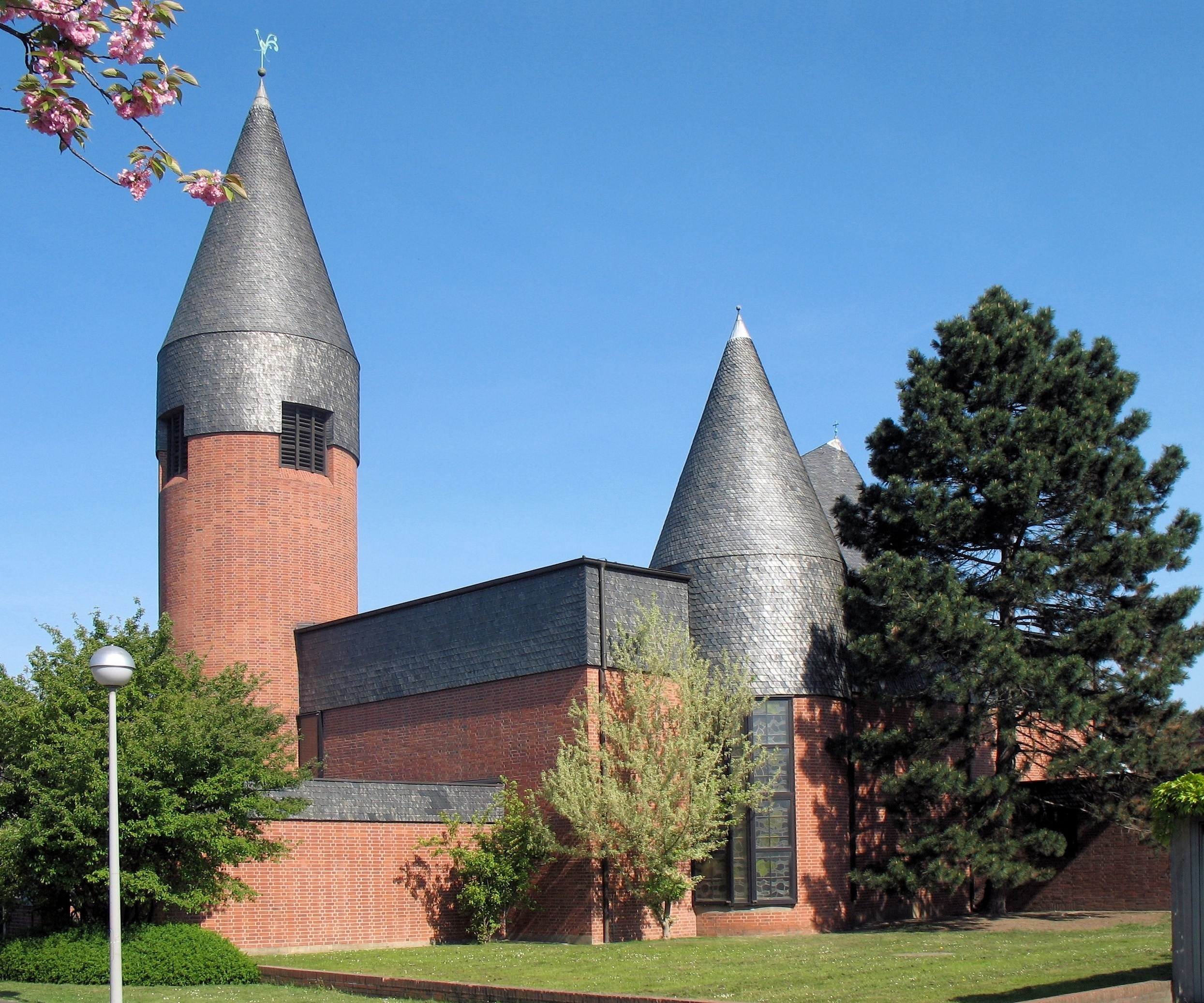
St. Adelheid (Müllekoven)
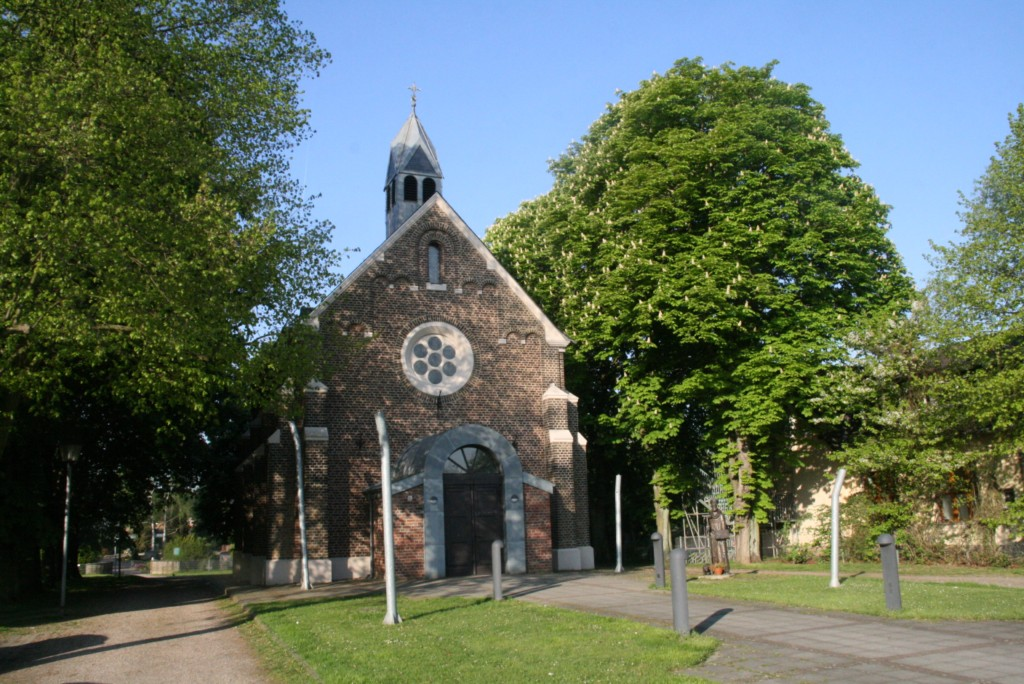
St. Antonius (Kriegsdorf)
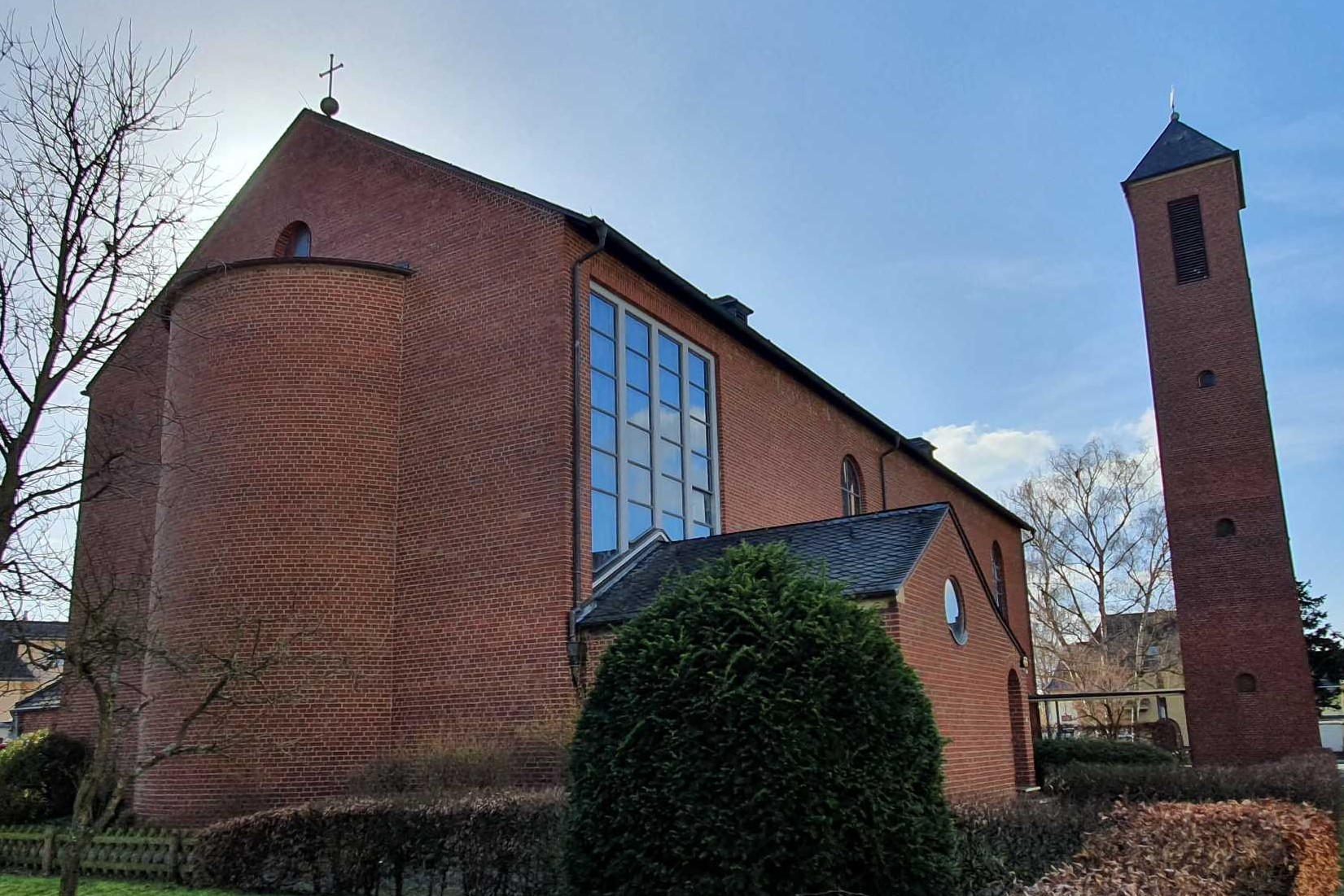
St. Gerhard (Troisdorf-Mitte)
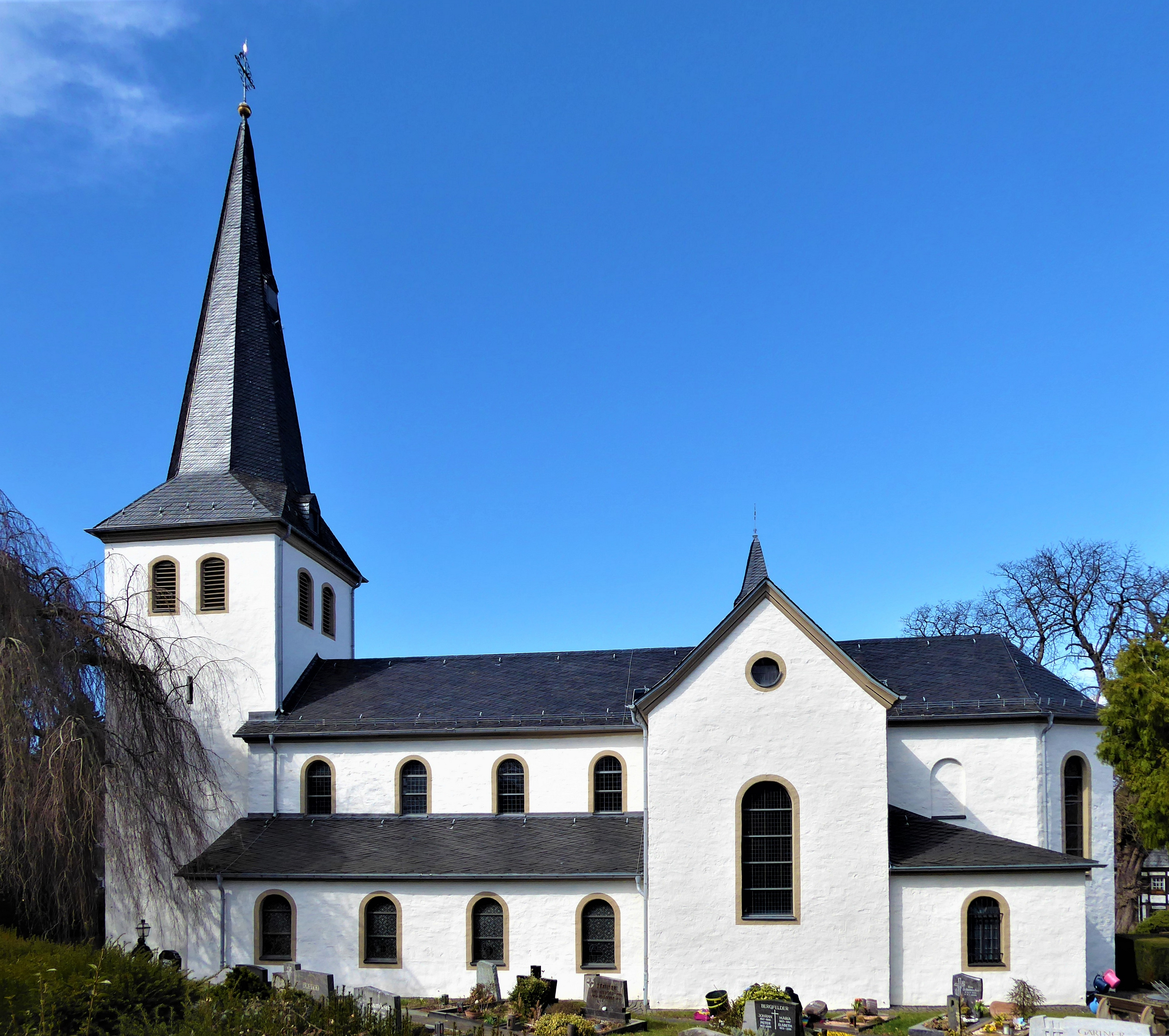
St. Georg (Altenrath)
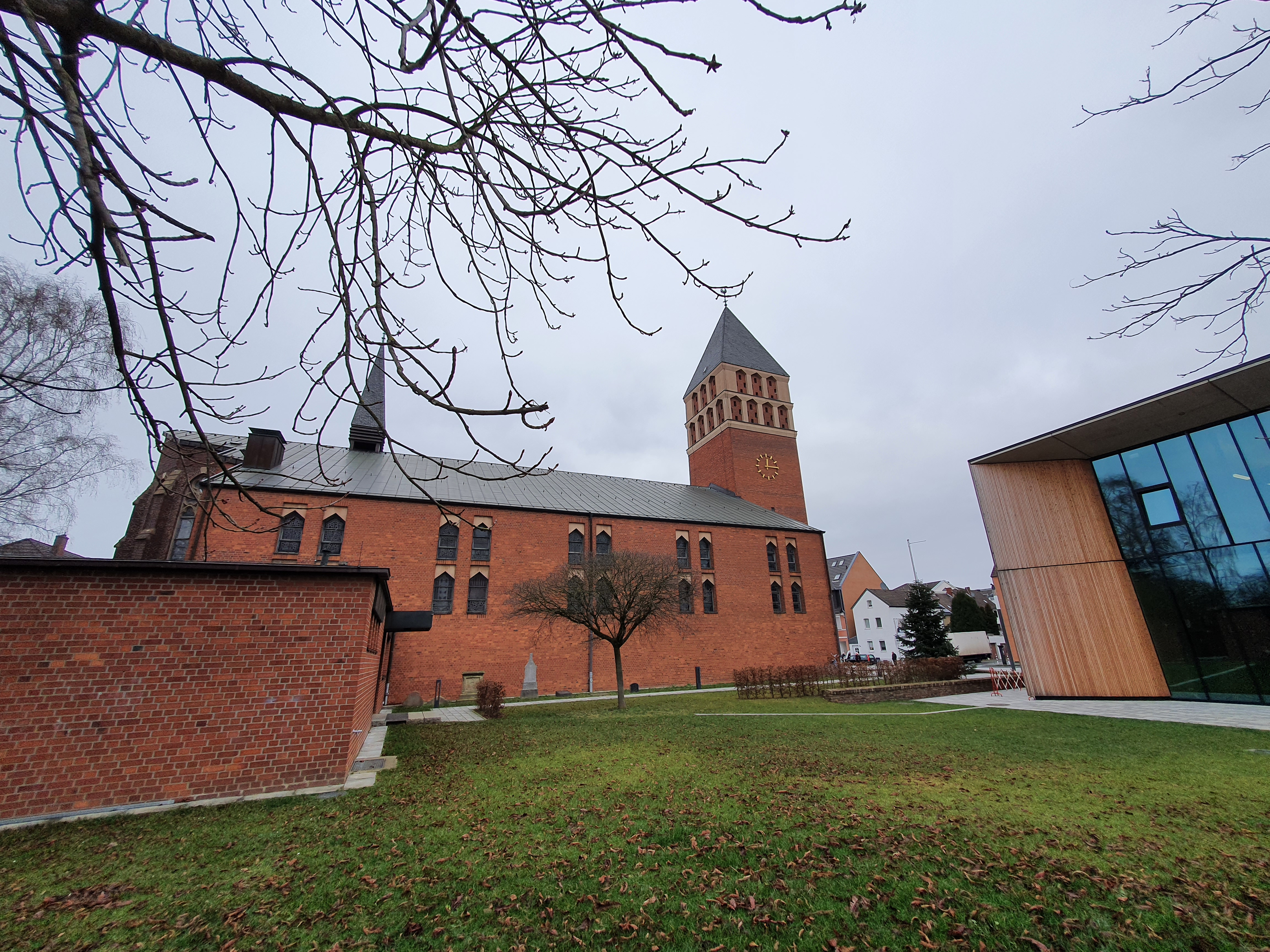
St. Hippolytus (Troisdorf-Mitte)
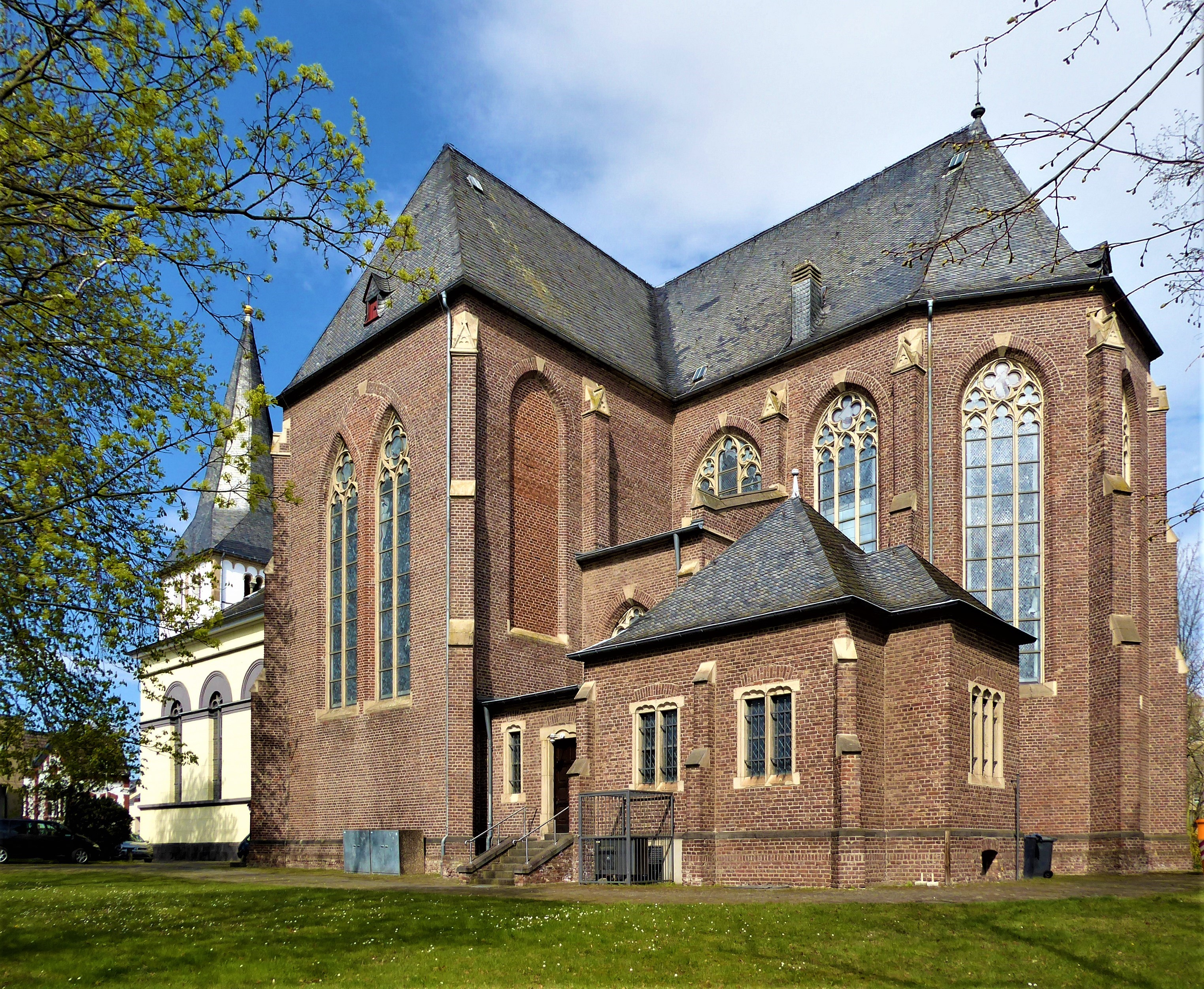
St. Johannes (Sieglar)
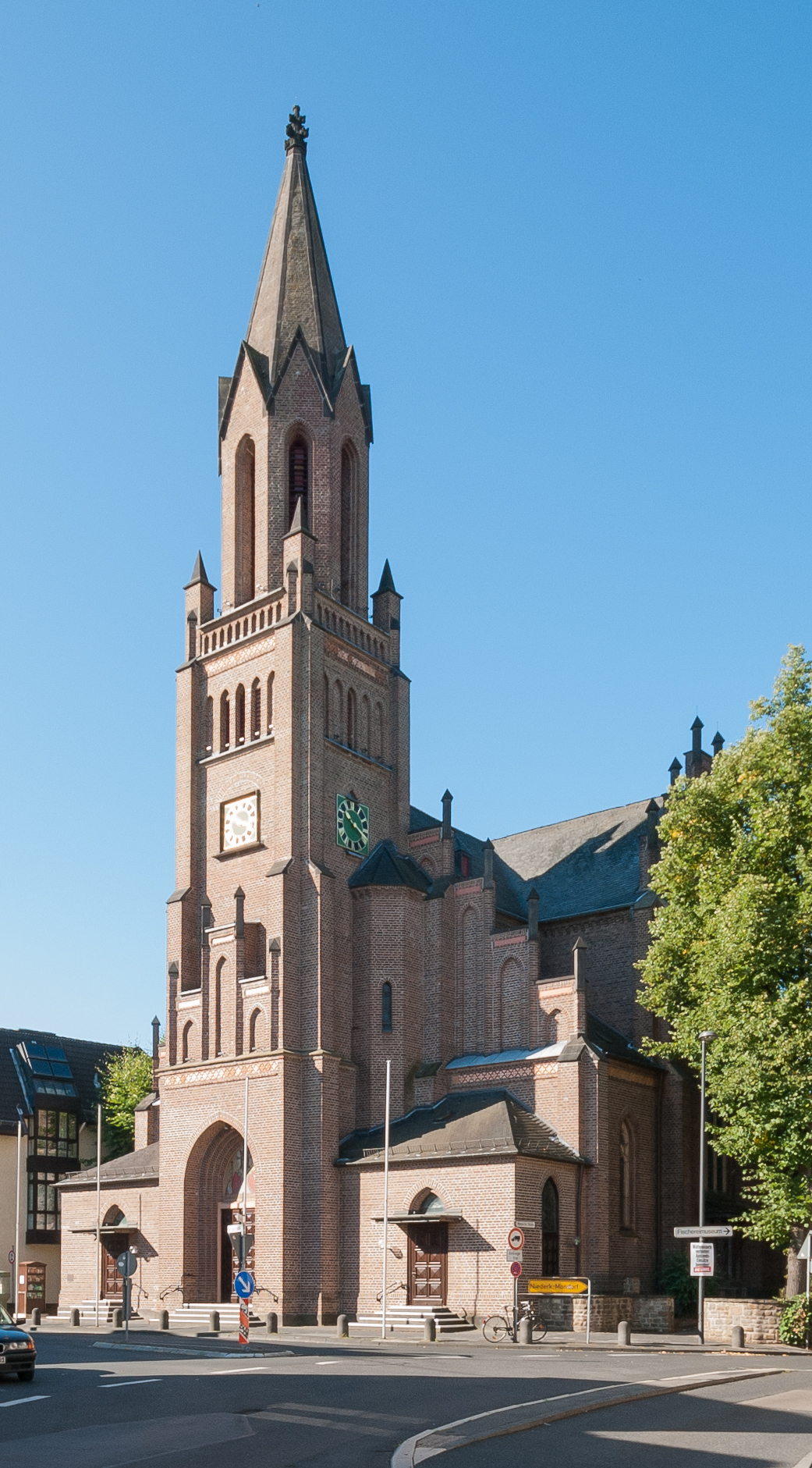
St. Lambertus (Bergheim)
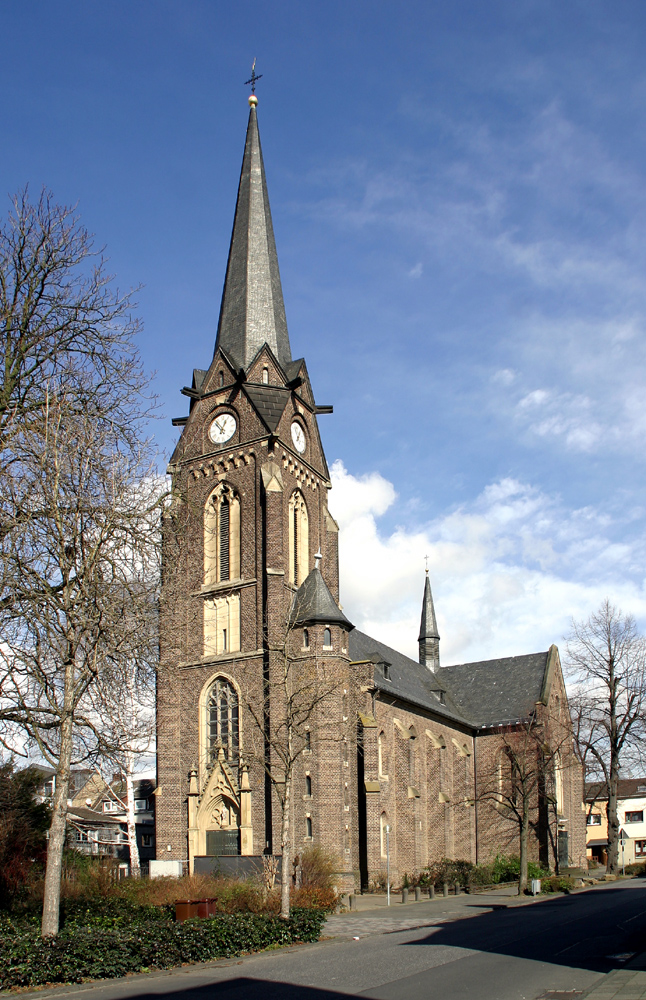
St. Mariä Himmelfahrt (Spich)
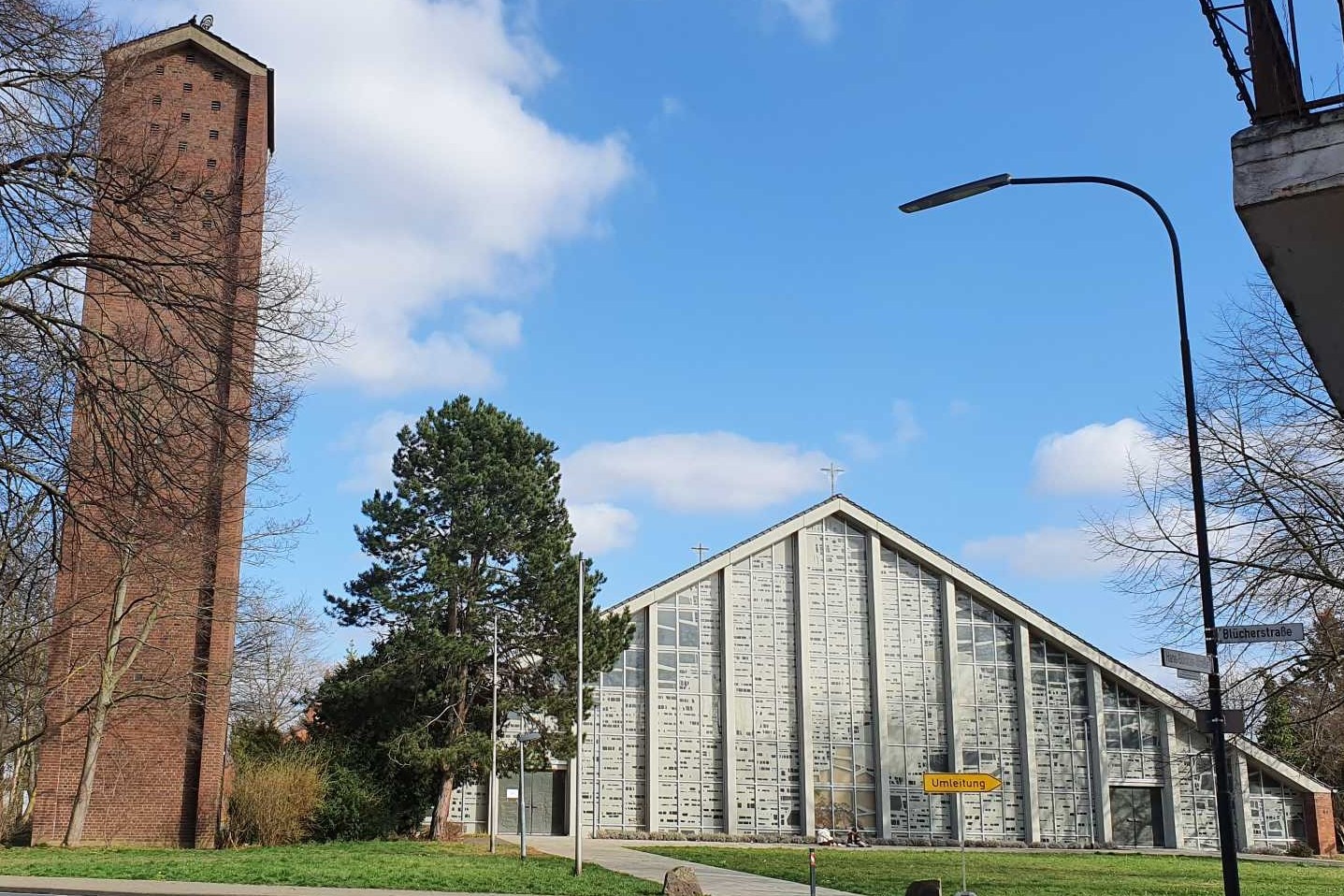
St. Maria Königin (Troisdorf-West)
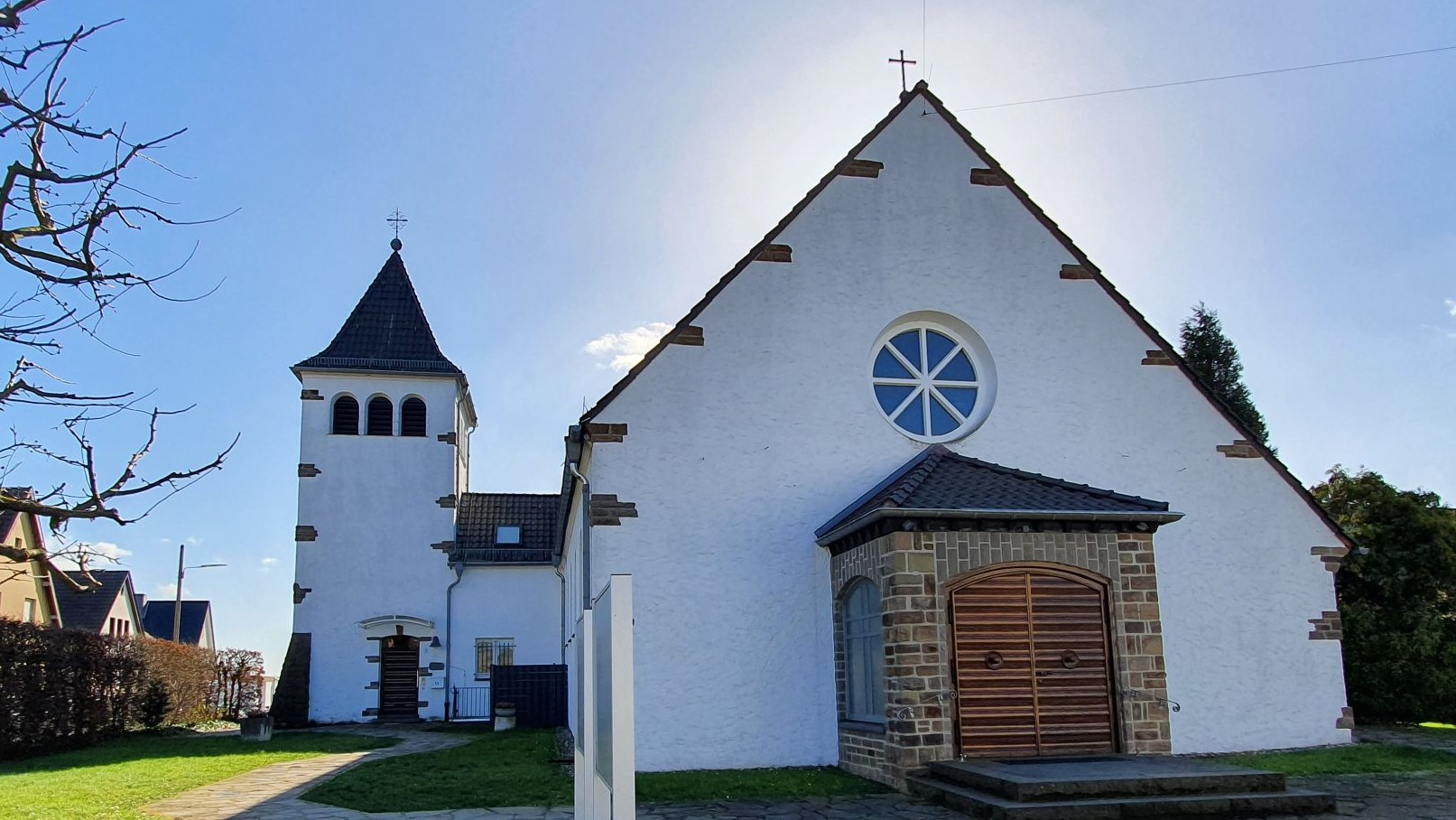
St. Peter und Paul (Eschmar)

### Kapellen
- Immakulata-Kapelle (Bergheim)
- St. Johannes Krankenhaus (Sieglar)[6]
- St. Josef-Hospital (Troisdorf-Mitte)[7]

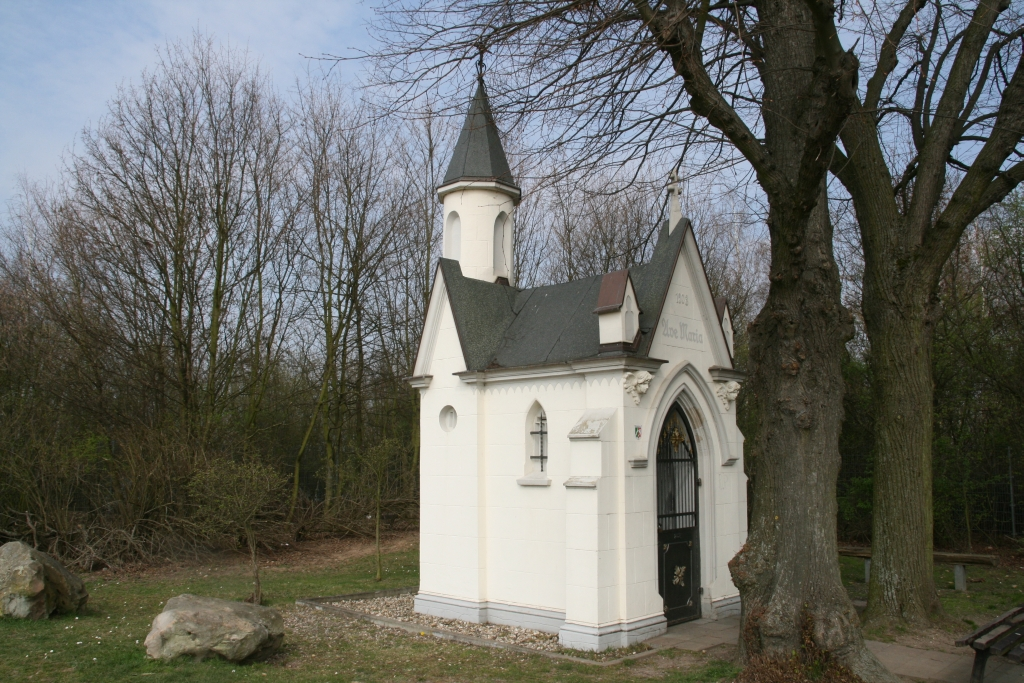
Immakulata-Kapelle (Bergheim)

## Orthodox
Heiliger Demetrios

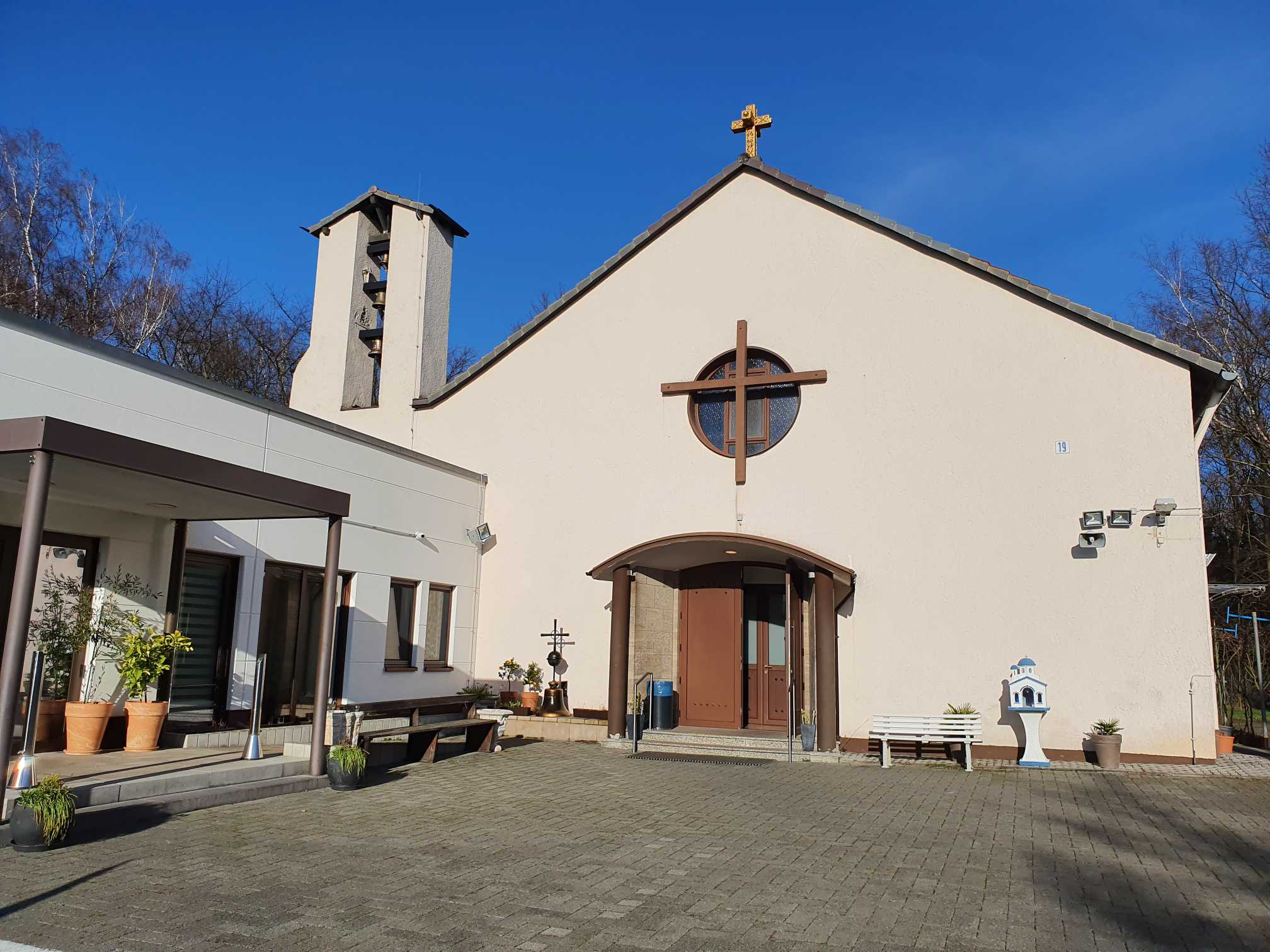
Kirche des Heiligen Dimitrios zu Troisdorf

## Ökumenisch

### Friedhofskapellen
- Alter Friedhof Sieglar
- Friedhof Bergheim
- Friedhof Eschmar
- Friedhof Friedrich-Wilhelms-Hütte
- Friedhof Kriegsdorf
- Friedhof Oberlar
- Friedhof Spich
- Parkfriedhof Eschmar
- Waldfriedhof Troisdorf

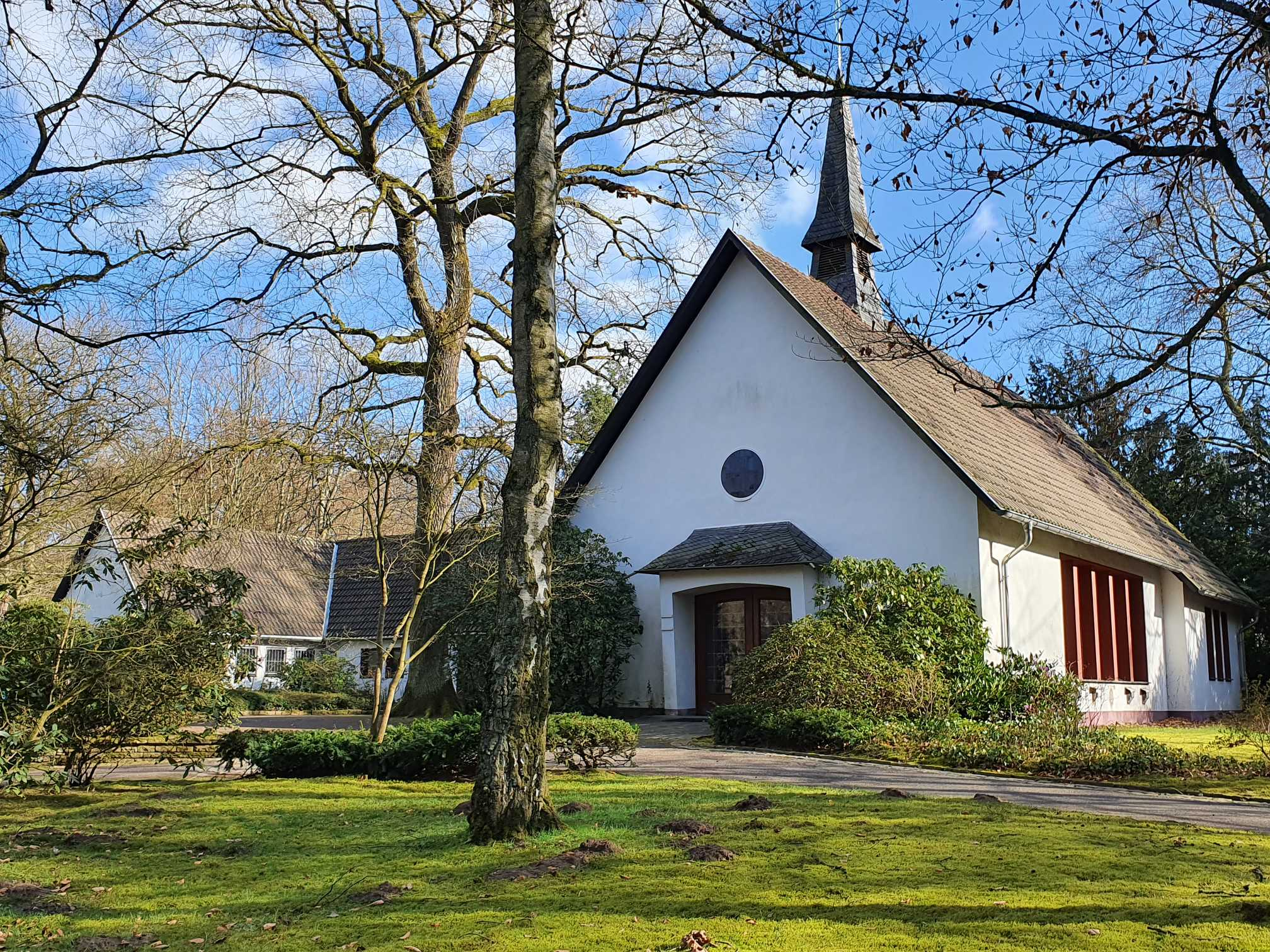
Friedhofskapelle Waldfriedhof (Troisdorf)

## Islam
- Al Huda Moschee (Islamische Gemeinde Troisdorf e.V)
- Ebu Hanife Moschee (IAKV – Islamisch Albanischer Kulturverein e. V.)
- Selimiye-Moschee (Islamische Union Troisdorf und Umgebung e.V.)[9]